# Acer tomentosum
Acer tomentosum é uma espécie de árvore do gênero Acer, pertencente à família Aceraceae.